# Élections cantonales de 1949 en Ille-et-Vilaine
Les élections cantonales françaises de 1949 ont eu lieu les 20 et 27 mars 1949.

## Contexte départemental

### Assemblée départementale sortante
| Parti                                          | Sigle    | Élus |
| ---------------------------------------------- | -------- | ---- |
| Droite (22 sièges)                             |          |      |
| Centre national des indépendants et paysans    | rép.ind  | 9    |
| Indépendants de droite                         | Ind.D    | 7    |
| Parti républicain de la liberté                | PRL      | 3    |
| Rassemblement du peuple français               | RPF      | 3    |
| Troisième Force (20 sièges)                    |          |      |
| Mouvement républicain populaire                | MRP      | 10   |
| Radical-socialiste                             | Rad-Soc  | 4    |
| Section française de l'Internationale ouvrière | SFIO     | 3    |
| Indépendants de gauche                         | Ind.G    | 2    |
| Rassemblement des gauches républicaines        | RGR      | 1    |
| Communiste (1 siège)                           |          |      |
| Union des républicains progressistes           | Rép.prog | 1    |
| Président du conseil général                   |          |      |
| Marcel Ménager (MRP)                           |          |      |

## Résultats à l'échelle du département

### Résultats en nombre de sièges
| Parti | Sièges mis en jeu | Élus | Évolution |
| ----- | ----------------- | ---- | --------- |
| CNIP  | 5                 | 5    | =         |
| MRP   | 5                 | 4    | -1        |
| DVD   | 4                 | 6    | +2        |
| PRL   | 1                 | 1    | =         |
| RPF   | 0                 | 3    | +3        |
| PR    | 4                 | 2    | -2        |
| SFIO  | 2                 | 0    | -2        |

### Assemblée départementale à l'issue des élections
| Parti                                          | Sigle    | Élus |
| ---------------------------------------------- | -------- | ---- |
| Droite (27 sièges)                             |          |      |
| Centre national des indépendants et paysans    | rép.ind  | 9    |
| Indépendants de droite                         | Ind.D    | 9    |
| Parti républicain de la liberté                | PRL      | 3    |
| Rassemblement du peuple français               | RPF      | 6    |
| Troisième Force (15 sièges)                    |          |      |
| Mouvement républicain populaire                | MRP      | 9    |
| Radical-socialiste                             | Rad-Soc  | 2    |
| Section française de l'Internationale ouvrière | SFIO     | 1    |
| Indépendants de gauche                         | Ind.G    | 2    |
| Rassemblement des gauches républicaines        | RGR      | 1    |
| Communiste (1 siège)                           |          |      |
| Union des républicains progressistes           | Rép.prog | 1    |
| Président du conseil général                   |          |      |
| Marcel Rupied (PRL)                            |          |      |

Selon le préfet en mai 1949, le conseil se compose de 1 MUR, 1 SFIO, 5 Rad-soc, 7 Mouvement républicain populaire (plus 5 apparentés), 9 Indép. et de 13 Rassemblement du peuple français.

## Arrondissement de Rennes

### Canton de Rennes-Nord-Ouest
| Candidats | Candidats                | Étiquette   | Premier tour | Premier tour | Ballotage | Ballotage |
| Candidats | Candidats                | Étiquette   | Voix         | %            | Voix      | %         |
| --------- | ------------------------ | ----------- | ------------ | ------------ | --------- | --------- |
|           | Louis Le Gall-La Salle * | MRP         | 3 983        | 31,79        | 4 939     | 40,09     |
|           | Gabriel Sauvaget         | UDSR-RPF    | 3 372        | 26,91        | 3 913     | 31,76     |
|           | René Rio                 | PCF         | 2 751        | 21,95        | 3 524     | 28,60     |
|           | Marcel Biétry            | SFIO        | 2 210        | 17,64        |           |           |
|           | Antoine Jagu             | Rad-soc-RGR | 778          | 6,21         |           |           |
|           | Germaine Morin           | PSU-RDR     | 437          | 3,49         |           |           |
|           |                          |             |              |              |           |           |
| Inscrits  | Inscrits                 | Inscrits    | 20 686       | 100,00       | 20 791    | 100,00    |
| Votants   | Votants                  | Votants     | 12 893       | 62,33        | 12 730    | 61,23     |
| Exprimés  | Exprimés                 | Exprimés    | 12 531       | 97,19        | 12 320    | 96,78     |

*sortant

### Canton de Rennes-Sud-Ouest
Francis Joly est le fils de l'ex député et maire de Bruz François Joly.
| Candidats | Candidats       | Étiquette     | Premier tour | Premier tour | Ballotage | Ballotage |
| Candidats | Candidats       | Étiquette     | Voix         | %            | Voix      | %         |
| --------- | --------------- | ------------- | ------------ | ------------ | --------- | --------- |
|           | Francis Joly    | RPF           | 3 823        | 38,26        | 5 091     | 51,73     |
|           | Georges Graff * | MRP           | 2 496        | 24,98        | 2 312     | 23,49     |
|           | Émile Guerlevas | Rép.prog.-PCF | 2 039        | 20,41        | 2 425     | 24,64     |
|           | Jean Pont       | SFIO          | 1 346        | 13,47        |           |           |
|           | René Collet     | Rad-soc-RGR   | 424          | 4,24         |           |           |
|           | Camille Noël    | Rép.ind       | 164          | 1,64         |           |           |
|           |                 |               |              |              |           |           |
| Inscrits  | Inscrits        | Inscrits      | 15 900       | 100,00       | 15 982    | 100,00    |
| Votants   | Votants         | Votants       | 10 261       | 64,54        | 10 067    | 62,99     |
| Exprimés  | Exprimés        | Exprimés      | 9 992        | 97,38        | 9 841     | 97.76     |

*sortant

### Canton de Hédé
| Candidats | Candidats       | Étiquette   | Premier tour | Premier tour | Ballotage | Ballotage |
| Candidats | Candidats       | Étiquette   | Voix         | %            | Voix      | %         |
| --------- | --------------- | ----------- | ------------ | ------------ | --------- | --------- |
|           | Joseph Morin    | Ind.D-MRP   | 1 725        | 46,69        | 2 125     | 54,77     |
|           | Armand Chabot * | RGR-Rad-soc | 1 343        | 36,35        | 1 768     | 45,57     |
|           | Louis Tourenne  | PCF         | 516          | 13,97        |           |           |
|           | Arsène Pelé     | RPF         | 111          | 3,00         |           |           |
|           |                 |             |              |              |           |           |
| Inscrits  | Inscrits        | Inscrits    | 4 966        | 100,00       | 4 977     | 100,00    |
| Votants   | Votants         | Votants     | 3 765        | 75,82        | 3 957     | 79,51     |
| Exprimés  | Exprimés        | Exprimés    | 3 695        | 98,14        | 3 880     | 98,05     |

*sortant

### Canton de Liffré
| Candidats | Candidats         | Étiquette                | Premier tour | Premier tour |
| Candidats | Candidats         | Étiquette                | Voix         | %            |
| --------- | ----------------- | ------------------------ | ------------ | ------------ |
|           | Jean-Marie Pavy * | Rép.ind (ex URD, ex MRP) | 2 360        | 60.10        |
|           | Pierre Éon        | Rép.prog.-PCF            | 1 221        | 31,39        |
|           |                   |                          |              |              |
| Inscrits  | Inscrits          | Inscrits                 | 5 092        | 100,00       |
| Votants   | Votants           | Votants                  | 4 022        | 78,99        |
| Exprimés  | Exprimés          | Exprimés                 | 3 890        | 96,72        |

*sortant

### Canton de Saint-Aubin-d'Aubigné
| Candidats | Candidats        | Étiquette   | Premier tour | Premier tour | Ballotage | Ballotage |
| Candidats | Candidats        | Étiquette   | Voix         | %            | Voix      | %         |
| --------- | ---------------- | ----------- | ------------ | ------------ | --------- | --------- |
|           | Michel Descottes | MRP         | 2 416        | 40,17        | 2 934     | 46,37     |
|           | Amand Brionne *  | Rad-soc-RGR | 2 262        | 37,61        | 3 393     | 53,63     |
|           | Louis Pétri      | PCF         | 941          | 15,64        |           |           |
|           | Pierre Garancher | RPF         | 396          | 6,58         |           |           |
|           |                  |             |              |              |           |           |
| Inscrits  | Inscrits         | Inscrits    | 8 044        | 100,00       | 8 033     | 100,00    |
| Votants   | Votants          | Votants     | 6 139        | 76,32        | 6 401     | 79,68     |
| Exprimés  | Exprimés         | Exprimés    | 6 015        | 97,98        | 6 327     | 98,84     |

*sortant

## Arrondissement de Saint-Malo

### Canton de Cancale
| Candidats | Candidats       | Étiquette   | Premier tour | Premier tour | Ballotage | Ballotage |
| Candidats | Candidats       | Étiquette   | Voix         | %            | Voix      | %         |
| --------- | --------------- | ----------- | ------------ | ------------ | --------- | --------- |
|           | Adolphe Robin * | MRP         | 2 121        | 39,87        | 2 337     | 41,07     |
|           | Olivier Biard   | Rép.ind-RPF | 1 455        | 27,35        | 2 835     | 49,82     |
|           | Ernest Duteil   | RPF         | 1 145        | 21,52        |           |           |
|           | Georges Maillet | PCF         | 599          | 11,26        | 517       | 9,09      |
|           |                 |             |              |              |           |           |
| Inscrits  | Inscrits        | Inscrits    | 8 601        | 100,00       | 8 601     | 100,00    |
| Votants   | Votants         | Votants     | 5 528        | 64,27        | 5 786     | 67,27     |
| Exprimés  | Exprimés        | Exprimés    | 5 320        | 96,24        | 5 690     | 98,34     |

*sortant

### Canton de Combourg
| Candidats | Candidats         | Étiquette   | Premier tour | Premier tour | Ballotage | Ballotage |
| Candidats | Candidats         | Étiquette   | Voix         | %            | Voix      | %         |
| --------- | ----------------- | ----------- | ------------ | ------------ | --------- | --------- |
|           | Ange Denis        | MRP         | 2 725        | 49,56        | 3 328     | 53,22     |
|           | Abel Bourgeois *  | Rad-Soc-RGR | 1 951        | 35,48        | 2 645     | 42,30     |
|           | Emmanuel Bothorel | PCF         | 565          | 10,28        | 279       | 4,46      |
|           | Arthur Boitelle   | RPF         | 254          | 4,62         |           |           |
|           |                   |             |              |              |           |           |
| Inscrits  | Inscrits          | Inscrits    | 7 898        | 100,00       | 7 898     | 100,00    |
| Votants   | Votants           | Votants     | 5 571        | 70,54        | 6 292     | 79,67     |
| Exprimés  | Exprimés          | Exprimés    | 5 499        | 98,71        | 6 253     | 99,38     |

*sortant

### Canton de Pleine-Fougères
| Candidats | Candidats       | Étiquette     | Premier tour | Premier tour | Ballotage | Ballotage |
| Candidats | Candidats       | Étiquette     | Voix         | %            | Voix      | %         |
| --------- | --------------- | ------------- | ------------ | ------------ | --------- | --------- |
|           | François Carré  | ex MRP        | 2 340        | 48,31        | 2 964     | 58,64     |
|           | Jules Bernard * | SFIO          | 1 889        | 39,00        |           |           |
|           | Jean Teurtrie   | Rép.prog.-PCF | 530          | 10,94        |           |           |
|           | Serge Lefébure  | RPF           | 118          | 2,44         |           |           |
|           | Armand Bourges  | SFIO          | -            | -            | 2 083     | 41,21     |
|           |                 |               |              |              |           |           |
| Inscrits  | Inscrits        | Inscrits      | 6 571        | 100,00       | 6 571     | 100,00    |
| Votants   | Votants         | Votants       | 4 910        | 74,72        | 5 139     | 78,21     |
| Exprimés  | Exprimés        | Exprimés      | 4 844        | 98.66        | 5 055     | 98,37     |

*sortant

### Canton de Saint-Servan
Eugène Chartier (MRP) élu depuis 1945 ne se représente pas.
| Candidats | Candidats      | Étiquette   | Premier tour | Premier tour | Ballotage | Ballotage |
| Candidats | Candidats      | Étiquette   | Voix         | %            | Voix      | %         |
| --------- | -------------- | ----------- | ------------ | ------------ | --------- | --------- |
|           | Léon Le Coz    | RPF         | 2 889        | 43,99        | 3 319     | 50,42     |
|           | Robert Gyss    | PCF         | 1 373        | 20,91        | 1 728     | 26,25     |
|           | Pierre Plateau | MRP (*)     | 628          | 9,56         |           |           |
|           | Alfred Levey   | Rad-Soc-RGR | 608          | 9,26         |           |           |
|           | Jean Beaumont  | Ind.D       | 538          | 8,19         |           |           |
|           | René Breton    | SFIO        | 532          | 8,10         |           |           |
|           | Paul Delacour  | Ind.D       | -            | -            | 1 541     | 23,41     |
|           |                |             |              |              |           |           |
| Inscrits  | Inscrits       | Inscrits    | 9 217        | 100,00       | 9 219     | 100,00    |
| Votants   | Votants        | Votants     | 6 767        | 73,42        | 6 787     | 73,62     |
| Exprimés  | Exprimés       | Exprimés    | 6 568        | 97,06        | 6 583     | 96,99     |

*sortant

## Arrondissement de Fougères

### Canton de Fougères-Sud
| Candidats | Candidats       | Étiquette      | Premier tour | Premier tour |
| Candidats | Candidats       | Étiquette      | Voix         | %            |
| --------- | --------------- | -------------- | ------------ | ------------ |
|           | Joseph Morel *  | Ind.D (ex URD) | 4 256        | 63,87        |
|           | Joseph Fournier | SFIO           | 1 874        | 28,12        |
|           | Aristide Mentec | Rép.prog.-PCF  | 530          | 7,95         |
|           |                 |                |              |              |
| Inscrits  | Inscrits        | Inscrits       | 9 053        | 100,00       |
| Votants   | Votants         | Votants        | 6 893        | 76,14        |
| Exprimés  | Exprimés        | Exprimés       | 6 664        | 96,68        |

*sortant

### Canton de Louvigné-du-Désert
| Candidats | Candidats         | Étiquette            | Premier tour | Premier tour |
| Candidats | Candidats         | Étiquette            | Voix         | %            |
| --------- | ----------------- | -------------------- | ------------ | ------------ |
|           | Francis Briens *  | Rép.ind-RPF (ex MRP) | 3 134        | 58,52        |
|           | Michel Surbled    | Ind.D                | 1 495        | 27,92        |
|           | Jean Patin        | SFIO                 | 420          | 7,84         |
|           | Alexandre Bonfils | PCF                  | 304          | 5,68         |
|           |                   |                      |              |              |
| Inscrits  | Inscrits          | Inscrits             | 6 661        | 100,00       |
| Votants   | Votants           | Votants              | 5 481        | 82,29        |
| Exprimés  | Exprimés          | Exprimés             | 5 355        | 97,70        |

*sortant

### Canton de Saint-Brice-en-Coglès
| Candidats | Candidats         | Étiquette | Premier tour | Premier tour |
| Candidats | Candidats         | Étiquette | Voix         | %            |
| --------- | ----------------- | --------- | ------------ | ------------ |
|           | Joseph Tronchot * | MRP       | 3 753        | 64,31        |
|           | Joseph Legendre   | Ind.D-RPF | 1 420        | 24,33        |
|           | Jean Lorant       | PCF       | 658          | 11,28        |
|           |                   |           |              |              |
| Inscrits  | Inscrits          | Inscrits  | 7 413        | 100,00       |
| Votants   | Votants           | Votants   | 6 062        | 81,78        |
| Exprimés  | Exprimés          | Exprimés  | 5 836        | 96,27        |

*sortant

## Arrondissement de Vitré

### Canton de Vitré-Ouest
À la suite de ces élections, Marcel Rupied est élu président du Conseil général.
| Candidats | Candidats       | Étiquette            | Premier tour | Premier tour |
| Candidats | Candidats       | Étiquette            | Voix         | %            |
| --------- | --------------- | -------------------- | ------------ | ------------ |
|           | Marcel Rupied * | Rép.ind-RPF (ex URD) | 4 048        | 82,95        |
|           | Jean Rolland    | PCF                  | 431          | 8,83         |
|           | André Martin    | app.SFIO             | 400          | 8,20         |
|           |                 |                      |              |              |
| Inscrits  | Inscrits        | Inscrits             | 6 431        | 100,00       |
| Votants   | Votants         | Votants              | 5 157        | 80,19        |
| Exprimés  | Exprimés        | Exprimés             | 4 880        | 94,63        |

*sortant

### Canton de Chateaubourg
| Candidats | Candidats        | Étiquette      | Premier tour | Premier tour |
| Candidats | Candidats        | Étiquette      | Voix         | %            |
| --------- | ---------------- | -------------- | ------------ | ------------ |
|           | Félix Bobille *  | Ind.D (ex URD) | 2 528        | 93,49        |
|           | Victor Pannetier | Rép.prog.-PCF  | 176          | 6,51         |
|           |                  |                |              |              |
| Inscrits  | Inscrits         | Inscrits       | 3 682        | 100,00       |
| Votants   | Votants          | Votants        | 3 025        | 82,16        |
| Exprimés  | Exprimés         | Exprimés       | 2 704        | 89,39        |

*sortant

### Canton de Retiers
| Candidats | Candidats         | Étiquette            | Premier tour | Premier tour |
| Candidats | Candidats         | Étiquette            | Voix         | %            |
| --------- | ----------------- | -------------------- | ------------ | ------------ |
|           | Joseph Égu *      | Rép.ind-RPF (ex URD) | 4 384        | 87,31        |
|           | François Faucheux | PCF                  | 637          | 12,69        |
|           |                   |                      |              |              |
| Inscrits  | Inscrits          | Inscrits             | 7 761        | 100,00       |
| Votants   | Votants           | Votants              | 5 290        | 68,16        |
| Exprimés  | Exprimés          | Exprimés             | 5 021        | 94,92        |

*sortant

## Arrondissement de Redon

### Canton de Bain-de-Bretagne
| Candidats | Candidats         | Étiquette          | Premier tour | Premier tour |
| Candidats | Candidats         | Étiquette          | Voix         | %            |
| --------- | ----------------- | ------------------ | ------------ | ------------ |
|           | Constant Hubert * | Ind.D-RPF (ex URD) | 4 270        | 74,83        |
|           | Alexis Le Strat   | SFIO               | 874          | 15,32        |
|           | ÉRoger Langlais   | PCF                | 546          | 9,57         |
|           |                   |                    |              |              |
| Inscrits  | Inscrits          | Inscrits           | 8 675        | 100,00       |
| Votants   | Votants           | Votants            | 5 895        | 67,95        |
| Exprimés  | Exprimés          | Exprimés           | 5 706        | 96,79        |

*sortant

### Canton de Grand-Fougeray
| Candidats | Candidats        | Étiquette                  | Premier tour | Premier tour |
| Candidats | Candidats        | Étiquette                  | Voix         | %            |
| --------- | ---------------- | -------------------------- | ------------ | ------------ |
|           | Charles Chupin * | Ind.D (ex URD) (Anti-rép.) | 2 478        | 93,26        |
|           | Edmond Le Tanter | PCF                        | 179          | 6,74         |
|           |                  |                            |              |              |
| Inscrits  | Inscrits         | Inscrits                   | 3 445        | 100,00       |
| Votants   | Votants          | Votants                    | 2 732        | 79,30        |
| Exprimés  | Exprimés         | Exprimés                   | 2 657        | 97,26        |

*sortant

### Canton de Pipriac
Henry de La Cropte de Chantérac (Conservateur) élu depuis 1945 est mort le 31 décembre 1947. 
Clément Le Rouzic (Rép.ind) est élu lors de la partielle qui suit en 1948.
| Candidats | Candidats           | Étiquette | Premier tour | Premier tour |
| Candidats | Candidats           | Étiquette | Voix         | %            |
| --------- | ------------------- | --------- | ------------ | ------------ |
|           | Clément Le Rouzic * | Rép.ind   | 5 038        | 95,13        |
|           | Jean Lafont         | PCF       | 258          | 4,87         |
|           |                     |           |              |              |
| Inscrits  | Inscrits            | Inscrits  | 7 939        | 100,00       |
| Votants   | Votants             | Votants   | 5 555        | 69,97        |
| Exprimés  | Exprimés            | Exprimés  | 5 296        | 95,34        |

*sortant

### Canton du Sel-de-Bretagne
| Candidats | Candidats             | Étiquette     | Premier tour | Premier tour |
| Candidats | Candidats             | Étiquette     | Voix         | %            |
| --------- | --------------------- | ------------- | ------------ | ------------ |
|           | Jean-Marie Douëssin * | Rad.ind-RGR   | 1 360        | 55,58        |
|           | Jean Descottes        | MRP           | 695          | 28,40        |
|           | Prosper Delaunay      | RPF           | 319          | 13,04        |
|           | Roger Métivier        | Rép.prog.-PCF | 73           | 2,98         |
|           |                       |               |              |              |
| Inscrits  | Inscrits              | Inscrits      | 3 073        | 100,00       |
| Votants   | Votants               | Votants       | 2 495        | 81,19        |
| Exprimés  | Exprimés              | Exprimés      | 2 447        | 98,08        |

*sortant

## Arrondissement de Montfort-sur-Meu

### Canton de Bécherel
Pierre Busnel (MRP) élu depuis 1945 ne se représente pas.
| Candidats | Candidats          | Étiquette         | Premier tour | Premier tour | Ballotage | Ballotage |
| Candidats | Candidats          | Étiquette         | Voix         | %            | Voix      | %         |
| --------- | ------------------ | ----------------- | ------------ | ------------ | --------- | --------- |
|           | Louis de La Forest | Ind.D-RPF         | 1 361        | 34,39        | 2 591     | 66,78     |
|           | Eugène Gernigon    | Rép.ind-RPF       | 1 243        | 31,41        |           |           |
|           | Émile Haouissée    | SFIO (ex Rad-soc) | 1 034        | 26,12        | 1 285     | 33,12     |
|           | Mathurin Neveu     | Rép.prog.-PCF     | 315          | 7,96         |           |           |
|           |                    |                   |              |              |           |           |
| Inscrits  | Inscrits           | Inscrits          | 4 850        | 100,00       | 4 849     | 100,00    |
| Votants   | Votants            | Votants           | 4 047        | 83,44        | 3 951     | 81,48     |
| Exprimés  | Exprimés           | Exprimés          | 3 958        | 97,80        | 3 880     | 98,20     |

*sortant

### Canton de Plélan-le-Grand
| Candidats | Candidats        | Étiquette            | Premier tour | Premier tour |
| Candidats | Candidats        | Étiquette            | Voix         | %            |
| --------- | ---------------- | -------------------- | ------------ | ------------ |
|           | Félix Ferron     | PRL-RPF (ex Rad.ind) | 2 659        | 51,08        |
|           | Yves Kerhervé *  | Rad-soc→MRP→Rép.ind  | 2 209        | 42,43        |
|           | Raymond Guilloux | Rép.prog.-PCF        | 288          | 5,53         |
|           | Félix Rolland    | Ind.D                | 53           | 1,02         |
|           |                  |                      |              |              |
| Inscrits  | Inscrits         | Inscrits             | 6 836        | 100,00       |
| Votants   | Votants          | Votants              | 5 316        | 77,77        |
| Exprimés  | Exprimés         | Exprimés             | 5 206        | 97,93        |

*sortant